# 歌の力
「歌の力」（うたのちから）は、2009年・2010年のNHK『NHK紅白歌合戦』でテーマソングおよび番組宣伝企画として使用された楽曲。

## 概要
『NHK紅白歌合戦』が音楽番組としての原点回帰を目指す中で、第58回（2007年）からの3回について「歌力」（うたぢから）の統一コンセプトでの演出が行われることが決まっており、第60回のメインテーマとして『歌の力∞無限大』が掲げられた。
このメインテーマに沿う番組宣伝企画として、『「歌の力」プロジェクト』が実施された。これは視聴者から『歌の力○○○』（実際には○○○の部分は横長の空白）に当てはまるワンフレーズとそれにちなんだエピソードを募集し、エピソードを事前番組内で紹介するとともに、久石譲がこのフレーズを元にした歌詞に曲をつけて当日の番組内で披露するというものであった。募集は2009年9月15日から11月8日の間に行われ、総応募数13144通の中から代表的なワンフレーズ部分をつなぎ合わせて一曲の歌詞として製作された。完成した楽曲のクレジットでは『作詞：あなたの「歌の力」』とされた。
2009年12月22日、「アン・サリー & 杉並児童合唱団」、「リトル・キャロル & 麻衣」の歌による競作ダウンロード・シングルとしてiTunes Store・着うたフルなどで音楽配信された。
第60回の放送では、後半のオープニング（21:00 - ）にて、作曲者の久石の指揮の下、事前番組用の楽曲をレコーディングしたアン・サリーと全出演者・コーラス及び観覧者全員で本曲が大合唱された（当日の放送直前には、観覧者に対してリハーサルが行われており、本曲斉唱時には観覧者に対して起立するように指示されていた。この形式は長野オリンピックの開会式をモデルとしたものである）。
そして翌2010年の第61回でも本曲がテーマソングとして使用された。ソロパートを歌う歌手は前年と一部異なっており、担当箇所も大きく入れ替えられていた。